# Mała Pagoda Dzikich Gęsi

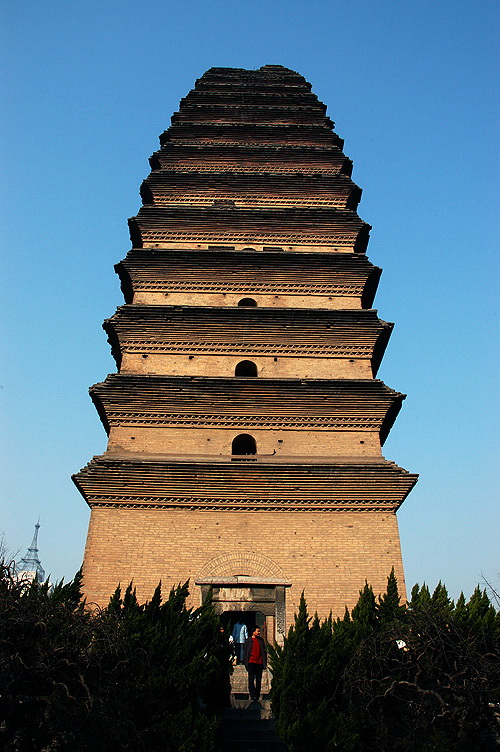
Mała Pagoda Dzikich Gęsi

Mała Pagoda Dzikich Gęsi (chiń.: 小雁塔; pinyin: Xiǎoyàn Tǎ) – buddyjska pagoda położona w mieście Xi’an, w prowincji Shaanxi, w Chinach, znajdująca się na obszarze Chang’anu, który był stolicą w okresie panowania dynastii Han i Tang. Pagoda była budowana w latach 707-709, podczas rządów cesarza Zhongzonga z dynastii Tang (705-710). Do roku 1556, kiedy to miało miejsce trzęsienie ziemi w Shaanxi, wysokość budowli wynosiła 45 m. Po tym wydarzeniu i zniszczeniach, jakie się wówczas dokonały, pagoda ma 43 m wysokości i składa się z 15 kondygnacji. Wokół pustego wnętrza pagody rozciąga się ceglany szkielet, a jej kwadratowa podstawa i kształt odzwierciedlają typowy styl architektoniczny, występujący również w innych pagodach z epoki.
W czasie panowania dynastii Tang, Mała Pagoda Dzikich Gęsi stała naprzeciwko swojej macierzystej świątyni – Dajianfu. Indyjscy pielgrzymi przywieźli do niej i do pagody święte buddyjskie pisma, gdyż świątynia była wówczas głównym miejscem tłumaczenia buddyjskich tekstów w Chang’anie. Świątynia była starsza od pagody, powstała w 684 roku, dokładnie 100 dni po śmierci cesarza Tang Gaozonga (649-683). Cesarz Zhongzong przekazał swoją rezydencję pod budowę nowej świątyni dla 200 mnichów, ku czci swojego zmarłego ojca Gaozonga. Świątynia nosiła nazwę Daxianfusi, aż do 690 roku, kiedy to cesarzowa Wu Zetian zmieniła jej nazwę na Dajianfusi.